# Rolando Fusco
Rolando Ben Fusco (Raiano; 23 de agosto de 1941) es un exárbitro de fútbol canadiense nacido en Italia.

## Trayectoria
Fue durante diez años internacional de la FIFA, arbitrando como primer torneo los Juegos Olímpicos de Montreal 1976, pero siendo abanderado. Luego estuvo en la Copa Mundial Juvenil de 1979 y en las eliminatorias de Concacaf para la Copa Mundial de 1982 y 1986.